# Torre di Ruggiero
Torre di Ruggiero község (comune) Olaszország Calabria régiójában, Catanzaro megyében.

## Fekvése
A megye délnyugati részén fekszik. Határai: Capistrano, Cardinale, Chiaravalle Centrale, San Nicola da Crissa, Simbario és Vallelonga.

## Története
A települést a 10-11. század környékén alapították. Nevét az I. Roger gróf által építtetett őrtoronyról kapta. Középkori épületeinek nagy része az 1783-as calabriai földrengésben elpusztult. A 19. század elején vált önálló községgé, amikor a Nápolyi Királyságban felszámolták a feudalizmust.

## Népessége
A népesség számának alakulása:

## Főbb látnivalói
- Santa Domenica-templom